# Tele2
Tele2 AB — міжнародна телекомунікаційна компанія. Штаб-квартира компанії знаходиться в Стокгольмі.

## Історія
Компанія була заснована Яном Стенбеком наприкінці 1970-х як дочірнє підприємство групи компаній Investment AB KinnevikInvestment AB Kinnevik (Швеція). У той час вона називалася Comvik. У 1988 році компанія отримала ліцензію на надання послуг мобільного зв'язку у форматі GSM і чотирма роками пізніше запустила свою першу мережу в Швеції. В 1993 році з'явилася сучасна назва — Tele2.
В 1996 році компанія почала експансію за межі Швеції, з 1997 по 2004 роки розгорнувши мережі в Норвегії, Естонії, Литві, Німеччині, Австрії, Швейцарії, Нідерландах, Латвії та інших країнах Європи. В 2000 році компанія отримала перші 3G-ліцензії, в 2014 році розпочала будівництво мереж 4G. З 2001 року Tele2 розвивається як оператор мобільного зв'язку в Росії.

## Власники і керівництво
Найбільший акціонер компанії — Investment AB Kinnevik (47,9 % голосуючих акцій), решта акцій знаходяться у вільному обігу.

## Діяльність

Країни: зеленим — де Tele2 є оператором, червоним — де був раніше

Холдинг Tele2 станом на 2010 рік працював на 11 країнах Європи: Швеції, Норвегії, Нідерландах, Німеччині, Австрії, Хорватії, Естонії, Латвії, Литві, Росії і Казахстані, надаючи послуги мобільного і фіксованого зв'язку, інтернет-доступу та кабельного ТБ 30 мільйонам клієнтів. На ліцензійній території Tele2 проживає більше 61 мільйона чоловік. Ринкова стратегія — мобільний дискаунтер.
Сукупна виручка компанії за 2010 рік склала $6,4 млрд (зростання порівняно з 2009 роком на 1,8 %), чистий прибуток — $1,07 млрд.
У жовтні 2007 року стало відомо, що компанія Tele2 продала свої підрозділи в Іспанії та Італії компанії Vodafone за 775 млн євро.
У березні 2011 року компанія Tele2 оголосила терміни запуску своїх операцій в Республіці Казахстан. Мережа стільникового зв'язку Tele2 почала роботу в Актюбінській області 24 квітня. У травні-червні 2011 року в територію покриття Tele2 увійшли Уральськ, Алмати, Шимкент і Астана з оточуючими їх територіями. На даний момент 3G-мережу Tele2 охоплює всі обласні центри Республіки Казахстан.

## Цікаві факти
- У жовтні 2009 року Tele2 стала організатором незвичайної рекламної акції в Латвії. Поруч з містом Мазсалаца було інсценовано падіння невеликого метеорита: вирито кратер, застосовані піротехнічні ефекти. У підсумку новина про падіння метеорита протягом доби після 25 жовтня привернула широку увагу світової спільноти. Проте вже через кілька днів було оголошено, що історія з метеоритом — розіграш, який, за словами представника Tele2, повинен був «надихнути латвійське суспільство» та привернути увагу до позитивних новин, що походить з країни[8][9].